# Księgi Ezdrasza
Księgi Ezdrasza – cztery księgi biblijne, uznawane w całości lub częściowo za kanoniczne przez różne kościoły chrześcijańskie.
W polskiej terminologii (katolickiej i protestanckiej) pierwsze dwie księgi Ezdrasza noszą nazwy Księga Ezdrasza oraz Księga Nehemiasza i są zaliczane do kanonu. Dwie pozostałe księgi: 3 Księga Ezdrasza oraz 4 Księga Ezdrasza uznawane są za apokryfy, uznaje je natomiast kanon prawosławny. 5 Księga Ezdrasza i 6 Księga Ezdrasza znane były tylko w Kościele Zachodnim.

## Nazwy i numery ksiąg Ezdrasza
Istnieje kilka wersji numeracji ksiąg Ezdrasza. Polskie publikacje przyjęły wersję Wulgaty.
| Nazwy polskie     | Wulgata                                 | Septuaginta                      | Biblie starosłowiańskie (prawosławne) | Nazwy angielskie(KJV) | Przekład synodalny i Biblia Elżbietańska |
| ----------------- | --------------------------------------- | -------------------------------- | ------------------------------------- | --------------------- | ---------------------------------------- |
| Księga Ezdrasza   | 1 Księga Ezdrasza                       | Pierwsza część 2 Księgi Ezdrasza | 1 Księga Ezdrasza                     | Ezra                  | 1 Księga Ezdrasza                        |
| Księga Nehemiasza | 2 Księga Ezdrasza lub Księga Nehemiasza | Druga część 2 Księgi Ezdrasza    | Księga Nehemiasza                     | Nehemiah              | Księga Nehemiasza                        |
| 3 Księga Ezdrasza | 3 Księga Ezdrasza                       | 1 Księga Ezdrasza                | 2 Księga Ezdrasza                     | 1 Esdras              | 2 księga Ezdrasza                        |
| 4 Księga Ezdrasza | 4 Księga Ezdrasza                       | (brak)                           | 3 Księga Ezdrasza                     | 2 Esdras              | 3 księga Ezdrasza                        |
| 5 Księga Ezdrasza | część 4 Księgi Ezdrasza                 | (brak)                           | (brak)                                | 2 Esdras (1-2)        | część 3 Księgi Ezdrasza (1-2)            |
| 6 Księga Ezdrasza | część 4 Księgi Ezdrasza                 | (brak)                           | (brak)                                | 2 Esdras (15-16)      | część 3 Księgi Ezdrasza (15-16)          |

## Pozostałe księgi związane z Ezdraszem
Oprócz ksiąg Ezdrasza istnieje jeszcze kilka apokryficznych utworów związanych z jego postacią. Są to:
- Apokalipsa Ezdrasza
- Apokalipsa Sedracha
- Wizja Ezdrasza
- Objawienie Ezdrasza o jakości lat
- Etiopska Apokalipsa Ezdrasza
- Apokalipsa Ezdrasza o królestwie Arabów
- Pytania Ezdrasza o duszach
- Sen Ezdrasza